# Ерколе I д'Есте
Е́рколе I д'Е́сте (італ. Ercole I d'Este; 26 жовтня 1431 — 25 січня 1505) — 2-й герцог феррарський, моденський і реджоський (1471—1505). Представник шляхетного італійського Естенського дому. Син феррарського маркіза Нікколо III д'Есте. Молодший брат феррарського герцога Борсо д'Есте. Мав прізвиська «Безстрашний лицар», «Північний Вітер» та «Діамант». Похований у Феррарському монастирі Тіла Господнього.

## Імена
- Геркулес I Естенський (лат. Hercules I Estensis) — у тогочасних і пізніших латинських документах, з тронним номером, або без нього, з родинним іменем Естенського дому, узятим від міста Есте.
- Ерколе I д'Есте, Ерколе I з Есте, або Ерколе I Естенський (італ. Ercole I d'Este) — за родовим іменем.
- Ерколе I Феррарський (італ. Ercole I di Ferrara) — за назвою герцогства.

## Біографія
Походив з династії Есте. Син Нікколо III, маркіза Феррари, від його третьої дружини Ріккарди (доньки Томаса III Алерамічі, маркіза Салуццо). Народився 1431 року в Феррарі. 1441 року помирає його батько, а новим маркізом стає його зведений брат Леонелло. З 1445 по 1460 рік навчався в Неаполі, де вивчав військове мистецтво, лицарський етікет, здобув знання з античної архітектури та образотворчого мистецтва. Тут також уславився як хоробрий дуелянт.
У 1466—1468 роках очолював феррарську амрію, що брала участь разом з венеційською у війні проти міланського герцогства і Флорентійської республіки. Тут отримав тяжке поранення, від якого лікувався 2 роки, а вподальшому залишився кульгавим. 1469 року розкрив змову проти зведеного брата Борсо, що став на той час герцогом. 1471 року після смерті останнього успадкував титул герцога та володіння Феррару, Модену і Реджо, чим відсунув від прав небожа Нікколо, сина Леонелло, що був спадкоємцем. Підтвердив союз з Венецією.
1473 року пошлюбив доньку доньку неаполітанського короля Фердинанда I. 1476 року під час відсутності Ерколе I його небіжи Нікколо ді Леонелло та Аццо, спробували захопити владу у Феррарі, але заколот було приборкано. Невдовзі очільників змови було страчено.
З 1480 року поступово стали погрішуватися стосунки з Венецією. Спочатку Ерколе I побудував солеварні навколо гирла річки По, що кидало виклик Венеції, яка мала монополію на видобуток солі. Потім ферарський герцог порушив питання визначення лінії кордону, що також не сприяло покращенню відносин. Далі, коли венеційський консул заарештував місцевого священика за несплату боргів, а священик відлучив консула від церкви, Ерколе I став на бік священика, хоча пізніше засудив єпископ. Незважаючи на те, що єпископ приніс Венеції свої вибачення, герцог вперто відмовлявся приймати консула.
1482 року відбулося погіршення відносин з папою римським Сікстом IV, оскільки Ерколе I був союзником Неаполя, а король Фердинанд I спільно Міланом і Флоренцією підтримав рід Колонна, що намагався позбавити папу влади. У відповідь Сікст IV через свого Джироламо Ріаріо, сеньйора Форлі, став підбурювати Джованні Моченіго, дожа Венеції, виступити проти Феррари. Невдовзі венеційське військо виступило проти Ерколе I, захопивши Адрію, Комаккіо, Ардженту, Фікароло і Ровіго. Потім венеційські війська перетнули річку По, і в листопаді 1482 року розпочали облогу Феррари. Союзники Ерколе I — Неаполь, Мілан і Болонья — переважно діяли в Папській області, що дозволило венеційцям грабувати володіння Феррари. У грудні 1482 року Сікст IV уклав мир з Неаполем, а напочатку 1483 року перейшов на бік ворогів Венеції. Бої тривали до 7 серпня 1484 року, коли зрештою було укладено Баньолський мир, за яким Ерколе I втратив Ровіго та землі в гирлі річки По.
В подальшому доклав зусиль для відновлення господарства, суттєво зменшивши податки, провівши реформу за зраком венеційської та флорентійської податкової системи. Доходи держави надходили до загальнокняжої скарбниці від оренди герцогських товарів, монополій, продажу контор, продукції князівських фабрик: сукна, килимів, майоліки, торгівлі зерном.
Він зробив своїм міністром поета Боярдо. Загалом тепер намагався уникати війн. Тому 1495 року під час вторгнення французького короля Карла VIII до Італії офіційно не приєднався до ліги проти нього. Разом з тим один його син — Альфонсо — поступив на службу до папського війська, а потім допомагав Людовіко Сфорца, герцогу Мілана, а інший син — Ферранте опинився на службі короля Франції.
При цьому герцог був прихильником реформатора Джироламо Савонароли, якого намагався у 1498 році врятувати, втім марно. 1499 року після захоплення французьким королем Людовиком XII Мілану прибув туди, де висловив свою прихильність. Разом зтим намагання зберегати мир з Папською державою (при непевній ситуації в Ломбарді, де гору почергово брали французи та Сфорца) призвело 1501 року до вимушеного кроку — укладання шлюбу між спадкоємцем Альфонсом і донькою папи римського Олександра VI — Лукрецією.
При цьому Феррару було збільшено вдвічі, для чого втілено в життя перший урбаністичний проєкт епохи Відродження. Він побудував частину міста на північ від strada della Giuvecca, більшу за всю колишню Феррару. Нове місто, пізніше назване Еркюлевим, з довгими, широкими і прямими вулицями, що перетинаються під прямим кутом і не даючи ні тіні влітку, ні укриття від вітру взимку, стало зразком для сучасного європейського будівництва. Багато з найвідоміших будівель Феррари датуються його правлінням. Він заснував Товариство милосердя Associazione dei poveri di Christo і заклад для людей, які соромляться жебракувати, Scuola o regola dei poveri vergognosi.
Помер 1505 року в Феррарі. Йому спадкував син Альфонс I.

## Меценат
Він проводив театральні вистави з вишуканими декораціями та музичним інтермецзі, одним із перших суто світських театрів у Європі з часів античності. Також був успішним у створенні музичного закладу, який протягом кількох років був найкращим у Європі, затьмаривши саму Ватиканська каплиця. Запрошував франко-фламандських музиків до Італії. Найвідоміші композитори Європи працювали у Феррарі, виконували його замовлення, або присвячували йому музику, зокрема Александр Аґрікола, Якоб Обрехт, Генріх Ізаак, Адріан Вілларт і Жоскен Депре.

## Характер
Був доволі милосердним правителем, який переважно намагався не засуджувати до смертної кари, виділяв гроші засудженим до ув'язнення для нормального забезпечення. Сучасники вважали це слабкістю, називаючи герцога жалюгідним. Він дуже любив танцювати, чим продовжував займатися, незважаючи на травму стопи, на додаток до вже згаданих пристрастей до музики та співу, які потім передавав своїм дітям.

## Родина
Дружина — Елеонора, донька Фердинанда I Трастамари, короля Неаполю
Діти:
- Ізабелла (1474—1539), дружина Франческо II Гонзаги, маркіза Мантуї
- Беатріче (1475—1497), дружина Людовіко Сфорца, герцога Мілану
- Альфонсо I д'Есте (1476—1534), герцог феррарський, моденський і реджоський (1505—1534).
- Ферранте (1477—1540)
- Іполіт (1479—1520), кардинал, архієпископ Естергомський
- Сигізмунд (1480—1524)
- Альберто (1481—1482)

3 бастарди